# Congres van Châtillon
Het Congres van Châtillon was een mislukt vredesoverleg tussen het keizerrijk Frankrijk en de geallieerde mogendheden tijdens de Zesde Coalitieoorlog. Het vond plaats in februari en maart 1814 in de Franse plaats Châtillon-sur-Seine.
Het overleg vond plaats nadat het leger van Napoleon op alle fronten in het defensief was gedwongen en het Frans grondgebied zelf bedreigd werd door de geallieerden. Namens Frankrijk nam de markies van Caulaincourt deel. Hij kreeg van Napoleon de vrije hand om een akkoord te bereiken. Voor Engeland nam minister van Buitenlandse Zaken Castlereagh deel aan het congres. Er waren ook vertegenwoordigers van Rusland, Pruisen en Oostenrijk.
Het overleg begon in de eerste week van februari en duurde ongeveer zes weken. De geallieerden eisten dat Frankrijk zou worden teruggebracht tot zijn grenzen van 1791 en geen zeggenschap zou krijgen over de toekomst van de af te stane gebieden en van de koninkrijken waar Napoleons familieleden regeerden. Dit voorstel werd geweigerd door Frankrijk. Calaincourt deed een tegenvoorstel waarbij Frankrijk Savoye, Nice en Elba zou mogen behouden. Maar tegen dan was het duidelijk dat de geallieerden geen onderhandelde vrede meer zochten en eerder tijd kochten. Intussen hadden zij begin maart het Verdrag van Chaumont gesloten. Op 19 maart 1814 werd het congres beëindigd nadat de geallieerden het Franse tegenvoorstel hadden verworpen.